# Igor Alves
Igor Medeiros de Melo Alves (ur. 24 kwietnia 1988 w Rio de Janeiro) – brazylijski piłkarz występujący na pozycji pomocnika.

## Życiorys
Igor Alves jest wychowankiem CR Flamengo. Karierę seniorską rozpoczynał w 2008 roku, gdy został przeniesiony do pierwszej kadry CR Vasco da Gama, jednakże grał głównie w rezerwach. Właśnie stamtąd trafił do klubu z RPA - Moroka Swallows. Zadebiutował w nim 25 lutego 2009 roku w przegranym spotkaniu z Santosem Kapsztad. W pierwszym sezonie występów w Afryce Brazylijczyk zaliczył 9 pojedynków, a zespół zwyciężył w rozgrywkach krajowego pucharu.
Alves w kolejnym sezonie stał się podstawowym graczem Moroki. Zdobył także dwie pierwsze bramki dla tej drużyny (2:1 z Jomo Cosmos oraz 1:1 z Mpumalanga Black Aces). Zawodnik doznał jednak poważnej kontuzji łąkotki i musiał przejść operację. Po dziewięciu miesiącach leczenia, gdy wydawało się, że będzie mógł wrócić do treningów, zerwał więzadła w lewym kolanie i ponownie był wykluczony z gry przez dłuższy czas. Po długotrwałej rehabilitacji Alves wrócił na boisko, ale rozegrał jeszcze tylko dwa mecze, a klub postanowił nie przedłużać z nim kontraktu.
31 sierpnia 2011 roku podpisał 1,5-letnią umowę z Widzewem Łódź. Trener "Czerwono-biało-czerwonych" - Radosław Mroczkowski, planował jego ściągnięcie po zakończeniu obecnego sezonu, ale wykorzystał wolny status piłkarza i pozyskał go pod koniec letniego okna transferowego. Alves zadebiutował w polskiej Ekstraklasie 10 września przeciwko GKS-owi Bełchatów (0:0), doznając urazu. Z tego względu musiał pauzować przez kilka tygodni. Na początku rundy wiosennej rozgrywek władze Widzewa postanowiły rozstać się z Brazylijczykiem, który powrócił do swojej ojczyzny.

## Statystyki
| Sezon       | Klub             | Kraj              | Rozgrywki          | Mecze | Bramki |
| ----------- | ---------------- | ----------------- | ------------------ | ----- | ------ |
| 2008        | CR Vasco da Gama | Brazylia          | Série A            | 0     | 0      |
| 2008/09 (w) | Moroka Swallows  | Południowa Afryka | ABSA Premiership   | 9     | 0      |
| 2009/10     | Moroka Swallows  | Południowa Afryka | ABSA Premiership   | 12    | 2      |
| 2010/11     | Moroka Swallows  | Południowa Afryka | ABSA Premiership   | 2     | 0      |
| 2011/12     | Widzew Łódź      | Polska            | Ekstraklasa        | 2     | 0      |
| 2012        | Bangu AC         | Brazylia          | Campeonato Carioca |       |        |